# Pěšice (hradiště)
Pěšice (též Na Valech) jsou hradiště nejasného stáří jihozápadně od stejnojmenné vesnice u Řepníků v okrese Ústí nad Orlicí v Pardubickém kraji. Hradiště bylo osídleno v období slezskoplatěnické kultury a v raném středověku. Jeho pozůstatky jsou chráněny jako kulturní památka. Hradiště se nachází na území přírodní památky Kusá hora.

## Historie
Slezskoplatěnické osídlení vnitřní plochy prokázaly nálezy keramiky pořízené povrchovými sběry v letech 1997 a 1998. Na ploše mezi oběma valy byl nalezen pouze jeden pravěký střep. Nalezené střepy také potvrdily využívání plochy hradiště v době hradištní, určit dobu výstavby opevnění však neumožnily.

## Stavební podoba
Lokalita se nachází na ostrožně nad Řepnickým potokem jihozápadně od vesnice v nadmořské výšce okolo 404 metrů. Opevněná plocha měří asi 3,5 hektaru a převýšení svahů nad údolním dnem dosahuje padesáti metrů.  Z opevnění se dochovala dvojice valů a příkopů. Oba příkopy jsou až dva metry hluboké. Vnější val je nižší a jeho část byla zničena, nebo nebyla dostavěna. Vzhledem k tomu nelze rozdělení hradiště do dvou částí pokládat za zcela jisté.